# Conservative Club

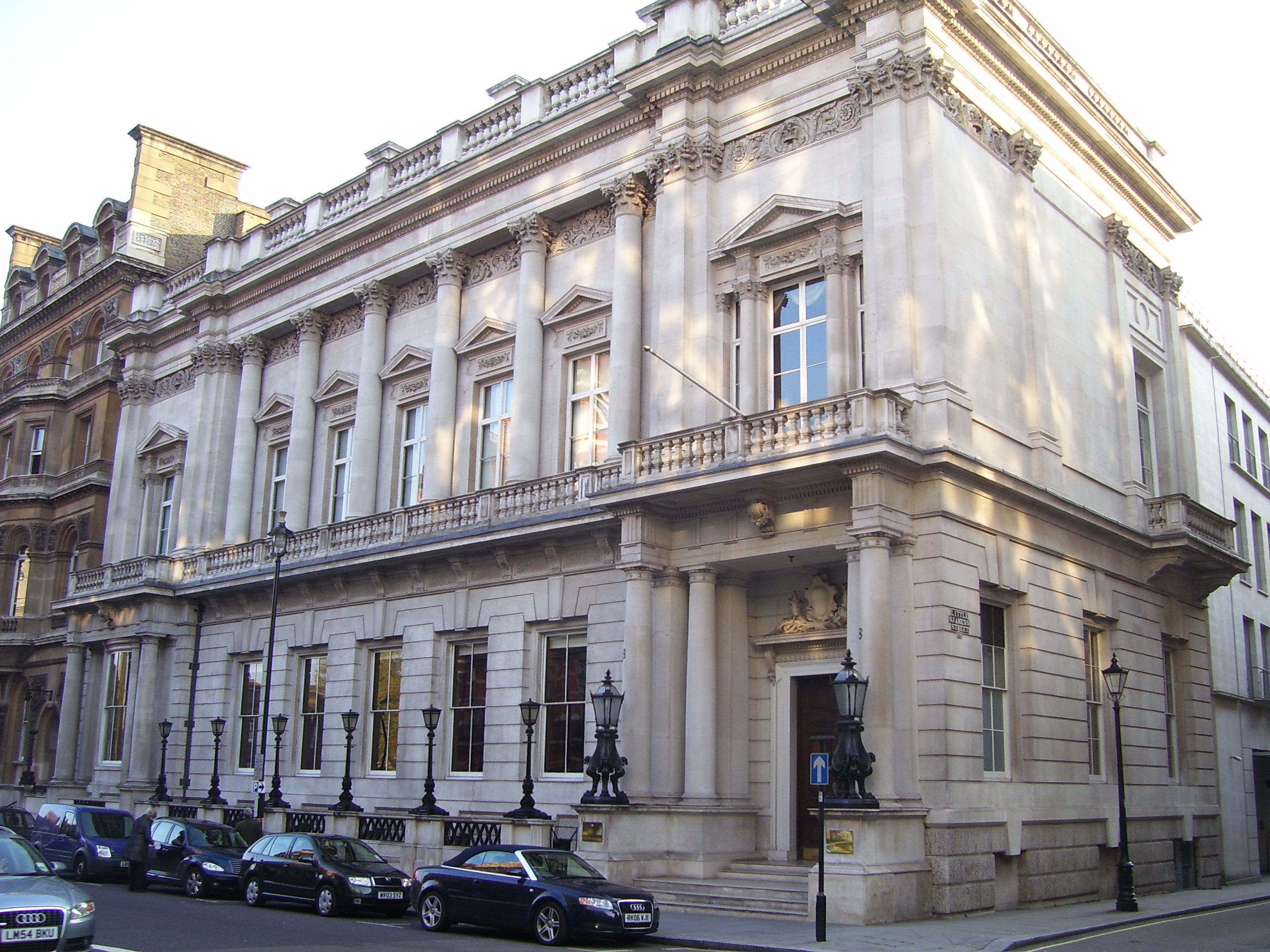
74 St James Street

Le Conservative Club est un club de gentlemen londoniens, aujourd'hui dissous, qui a été fondé en 1840. En 1950, il fusionne avec le Bath Club, et est dissous en 1981. De 1845 à 1959, le club occupe un bâtiment au 74 St James's Street.
Comme son nom l'indique, le club était politiquement aligné sur les conservateurs, mais il a été formé dès le départ pour les Tories dissidents qui n'étaient pas en faveur du Carlton Club, et ses membres comprenaient des députés et des militants rebelles au cours de son histoire.

## Histoire
Les participants à la réunion inaugurale du 29 juillet 1840 étaient P. D. Pauncefort Duncombe, Charles Hopkinson, Thomas Walford, les députés Quintin Dick, Viscount Castlereagh, W. S. Blackstone, le capitaine Duncombe, Thomas Hawkes, W. A. Mackinnon, John Neeld. Au début, le club se réunissait à l'hôtel Lansdowne de Dover Street, avant de prendre des chambres à l'hôtel Royal au 88 St. James's Street, jusqu'à l'achèvement du club-house en 1845.
Le club-house a été conçu par George Basevi et Sydney Smirke avec une façade palladienne. Le salon de réception et la galerie contiennent des peintures murales de Frederick Sang peintes au début des années 1850 dans le style italianisant, sur le modèle des œuvres romaines et pompéiennes. Les sols en mosaïque ont probablement été conçus par Owen Jones, préfabriqués par Blashfield.
En 1941, le Bath Club, apolitique, est touché par une bombe, et après plusieurs déménagements dans des logements temporaires, il bénéficie de l'hospitalité du Conservative Club. Au fil de la décennie, il est décidé de fusionner les deux clubs. En 1950, ils prennent le nom de Bath Club, tout en conservant les locaux du Conservative Club jusqu'à la fin de la décennie.
De 1931 à 1936, il accueille le British Open de squash, le championnat du monde officieux de squash réunissant les meilleurs joueurs. C'est le club de squash que fréquente F. D. Amr Bey, six fois vainqueur du British Open dans les années 1930 et joueur dominant de cette époque.